# Juutuanjoki
Der Fluss Juutuanjoki liegt im finnischen Teil Lapplands.
Er entwässert den 4,2 km² großen See Solojärvi und strömt von dort in nordöstlicher Richtung, wo er nach circa 12 km Flusslänge bei Inari in den Inarijärvi mündet.
Oberhalb des Solojärvi bildet der etwa 3 km lange Matkajoki den Abfluss des Sees Paatari, der die Wasser des Vaskojoki und des Lemmenjoki sammelt. Auf seinem kurzen Lauf in südöstlicher Richtung nimmt er nach etwa 1 km von links den Kettujoki auf. Dieser bildet auf circa 14 km Länge den Abfluss des Mutusjärvi, der vom Kaamasjoki gespeist wird.
Der Juutuanjoki ist ein beliebter Fluss mit mittlerer Schwierigkeit, um Kanuwandertouren zu unternehmen.